# Aïllament de la unió p–n

El procés de fabricació d'aïllament de rases poc profundes de circuits integrats moderns en seccions transversals.

L'aïllament de la unió p–n és un mètode utilitzat per aïllar elèctricament components electrònics, com ara transistors, en un circuit integrat (IC) envoltant els components amb unions p–n polaritzades inversament.
En envoltar un transistor, una resistència, un condensador o un altre component en un IC amb material semiconductor que es dopa amb una espècie oposada del dopant del substrat, i connectant aquest material circumdant a un voltatge que polaritza la unió p–n que es forma, és possible crear una regió que formi un "pou" aïllat elèctricament al voltant del component.
Suposem que l'oblia semiconductora és un material de tipus p. Suposem també que un anell de material de tipus n es col·loca al voltant d'un transistor i es col·loca sota el transistor. Si el material de tipus p dins de l'anell de tipus n ara està connectat al terminal negatiu de la font d'alimentació i l'anell de tipus n està connectat al terminal positiu, els "forats" de la regió de tipus p s'allunyen de la unió p–n, fent que l'amplada de la regió d'esgotament no conductora augmenti. De la mateixa manera, com que la regió de tipus n està connectada al terminal positiu, els electrons també s'allunyaran de la unió.

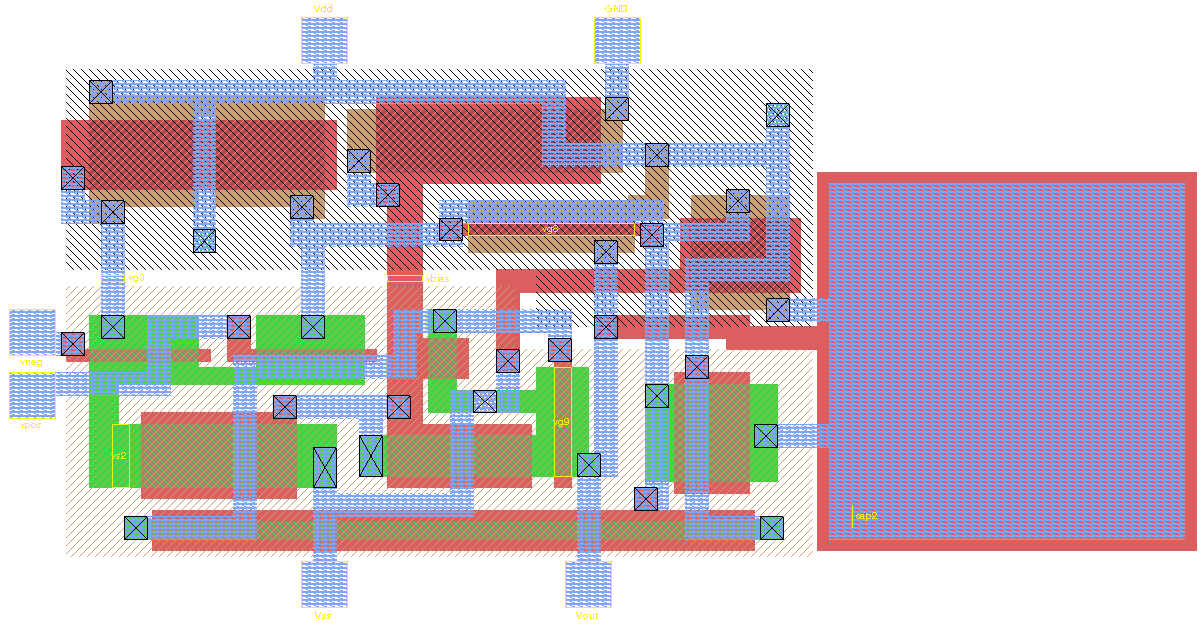
Vista de disseny d'un simple amplificador operacional CMOS (les entrades estan a l'esquerra i el condensador de compensació a la dreta). La capa metàl·lica és de color blau, verd i marró són Si dopats amb N i P, el polisilici és vermell i les vies són creus.

Això augmenta efectivament la barrera potencial i augmenta considerablement la resistència elèctrica contra el flux de portadors de càrrega. Per aquest motiu no hi haurà corrent elèctric (o mínim) a través de la unió.
A la meitat de la unió del material p–n, es crea una regió d'esgotament per evitar la tensió inversa. L'amplada de la regió d'esgotament creix amb una tensió més alta. El camp elèctric creix a mesura que augmenta la tensió inversa. Quan el camp elèctric augmenta més enllà d'un nivell crític, la unió es trenca i el corrent comença a fluir per ruptura d'allau. Per tant, s'ha de vigilar que les tensions del circuit no superin la tensió de ruptura o s'interrompi l'aïllament elèctric.